# Valérie Igounet
Valérie Igounet, née le 1er juillet 1970, est une historienne et politologue française.
Spécialiste du négationnisme et de l'extrême droite en France, auteure d'une première Histoire du négationnisme en France (2000), elle s'est, par la suite, intéressée plus particulièrement au cas de Robert Faurisson.

## Biographie

### Parcours
Née le 1er juillet 1970, Valérie Igounet obtient en 1998 un doctorat en histoire à l'Institut d'études politiques de Paris, sous la direction de Pierre Milza.
Elle est rattachée à l'Institut d'histoire du temps présent (IHTP), dépendant du Centre national de la recherche scientifique (CNRS).
Elle a notamment écrit dans Le Monde diplomatique.
À partir de 2017, elle travaille en tandem avec Rudy Reichstadt pour le site Conspiracy Watch. En 2018, elle cosigne dans Le Monde une tribune demandant à Israël de reconnaître le génocide arménien.
Depuis 2019, elle appartient au conseil scientifique de la Délégation interministérielle à la lutte contre le racisme, l'antisémitisme et la haine anti-LGBT (DILCRAH).

### Travaux

#### Histoire du négationnisme en France
Son ouvrage Histoire du négationnisme en France reprend sa thèse de doctorat. Il constitue une étude d'histoire des idées politiques, portant sur la diffusion du négationnisme en France à partir du lendemain de la Seconde Guerre mondiale, menée à l'aide des sources issues de la presse d'extrême droite mais aussi de l'ultra-gauche,  d'archives privées et d'entretiens avec notamment Maurice Bardèche, Robert Faurisson, Roger Garaudy, Pierre Guillaume, Henri Roques ou encore Jean-Claude Pressac.
Selon Gisèle Sapiro, Valérie Igounet y met en évidence le rôle essentiel de l'antisionisme, de l'antisémitisme et de l'anticommunisme dans le discours négationniste en France (notamment à travers le rôle de François Duprat à l'extrême droite après le tournant de la guerre des Six Jours), mais aussi une spécificité : l'existence d'un négationnisme révolutionnaire d'ultra-gauche à partir des années 1970, où Pierre Guillaume joue un rôle clé. Enfin, elle « y démontre minutieusement et avec force sa thèse principale selon laquelle le négationnisme est une métamorphose moderne de l’antisémitisme » malgré le « caractère plus descriptif qu’explicatif » de l'ouvrage. Pour Olivier Lalieu, historien au Mémorial de la Shoah à Paris, « les chapitres consacrés à Faurisson sont les plus novateurs, qu’il s’agisse de la description de ses relations avec Pierre Guillaume et du rôle de l’ultra-gauche — une spécificité française —, ou de celle de ses méthodes de travail sur lesquelles l’auteur revient à l’aide d’exemples significatifs. » Robert Redeker estime que le livre « est promis à devenir l’ouvrage de référence » sur le sujet.

#### Robert Faurisson
En 2012, Valérie Igounet prolonge ses travaux sur le négationnisme avec Robert Faurisson : portrait d'un négationniste. Pour pallier le peu d'archives ouvertes, elle recourt davantage aux témoignages oraux, dont elle souligne le « rôle essentiel ».
Selon l'historien Grégoire Kauffmann, « elle a choisi de s'attacher à l'une des clefs du personnage : le mensonge, y compris sur lui-même ». Pour Stéphanie Courouble-Share, cette biographie « [rend] au personnage toute sa singularité, écartant ainsi l’ambiguïté qui régnait à son sujet » et  « [renvoie] l’image fidèle d’un homme qui s’est évertué tout au long de son parcours à leurrer le monde. »
Robert Faurisson réprouve l'ouvrage mais n'intente aucun procès à Valérie Igounet.

#### Méthodologie et critique
Son choix de s'appuyer sur des entretiens, et non pas exclusivement sur des archives, a été contesté par Pierre Vidal-Naquet, puis Pierre Milza, qui ont suivi ses travaux.

## Publications
- Histoire du négationnisme en France, Paris, Le Seuil, coll. « La Librairie du XXe siècle », 2000, 691 p.  (ISBN 2-02-035492-6 et 978-2020354929).
- Robert Faurisson : portrait d'un négationniste, Paris, Denoël, 2012, 464 p.  (ISBN 2207259986 et 9782207259986).
- Le Front national de 1972 à nos jours : le parti, les hommes, les idées, Paris, Le Seuil, 2014  (ISBN 9782021078268).
- Les Français d'abord : slogans et viralité du discours Front national, 1972-2017, Paris, Inculte, 2017, 160 p. (ISBN 979-10-95086-39-0).
- Avec Vincent Jarousseau, L'Illusion nationale : deux ans d'enquête dans les villes FN, Paris, Les Arènes, coll. « Enquêtes », 2017, 168 p. (ISBN 978-2-35204-597-7, BNF 45208312).
- Le Négationnisme en France, Paris, Presses universitaires de France, coll. « Que sais-je ? », no 4178, 2020  (ISBN 978-2-7154-0093-1).
- Crayon noir, dessiné par Guy Le Besnerais, Studiofact, 2023, 160 p. Une bande dessinée qui relate deux ans d'enquête sur les circonstances de l'assassinat de Samuel Paty[15].

## Filmographie
- Réal. avec Michaël Prazan, Les Faussaires de l'histoire, Talweg-France 5, 52 min, 2014[16]